# Južné Rakytovské sedlo

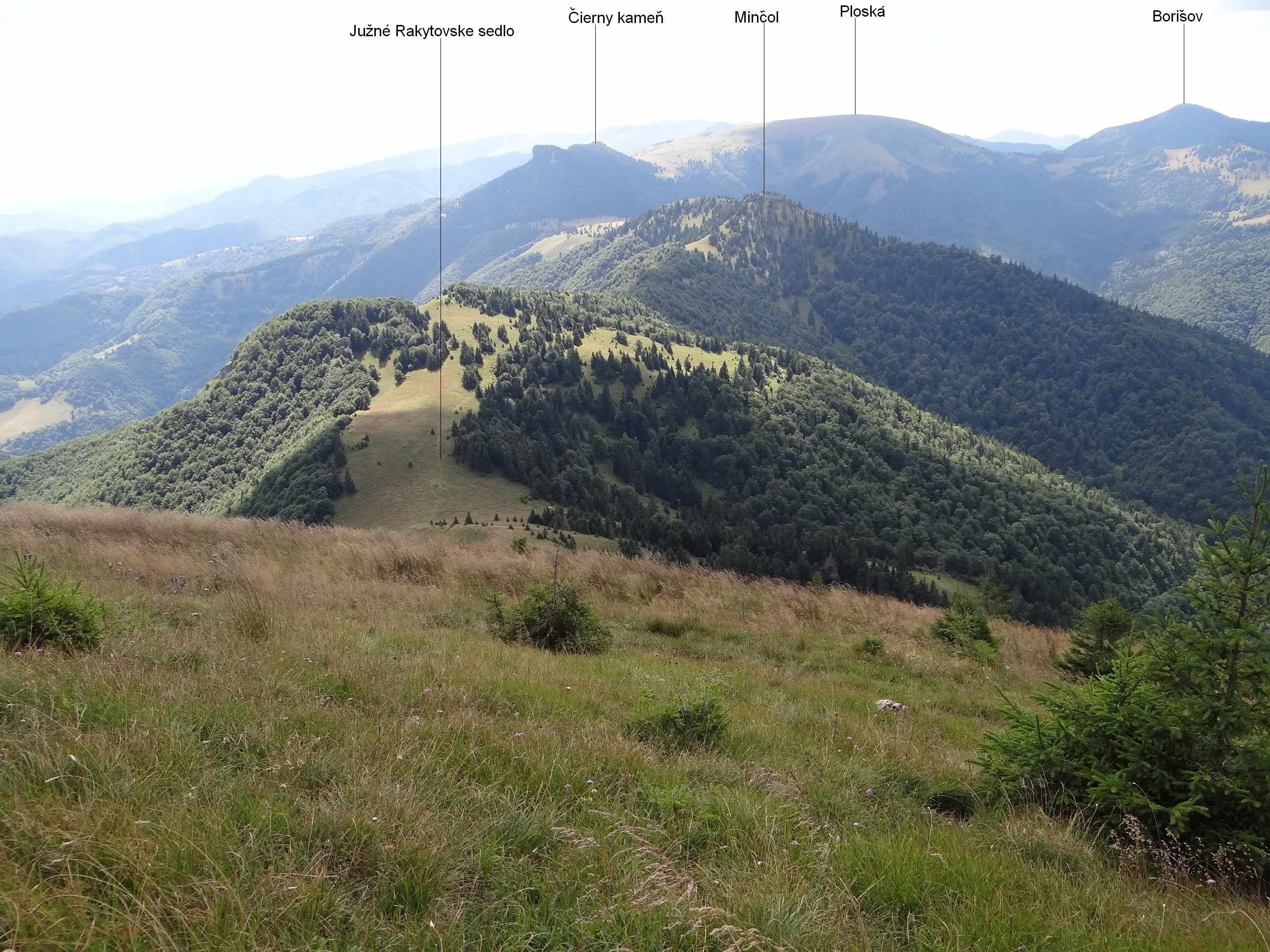
Widok z Rakytova

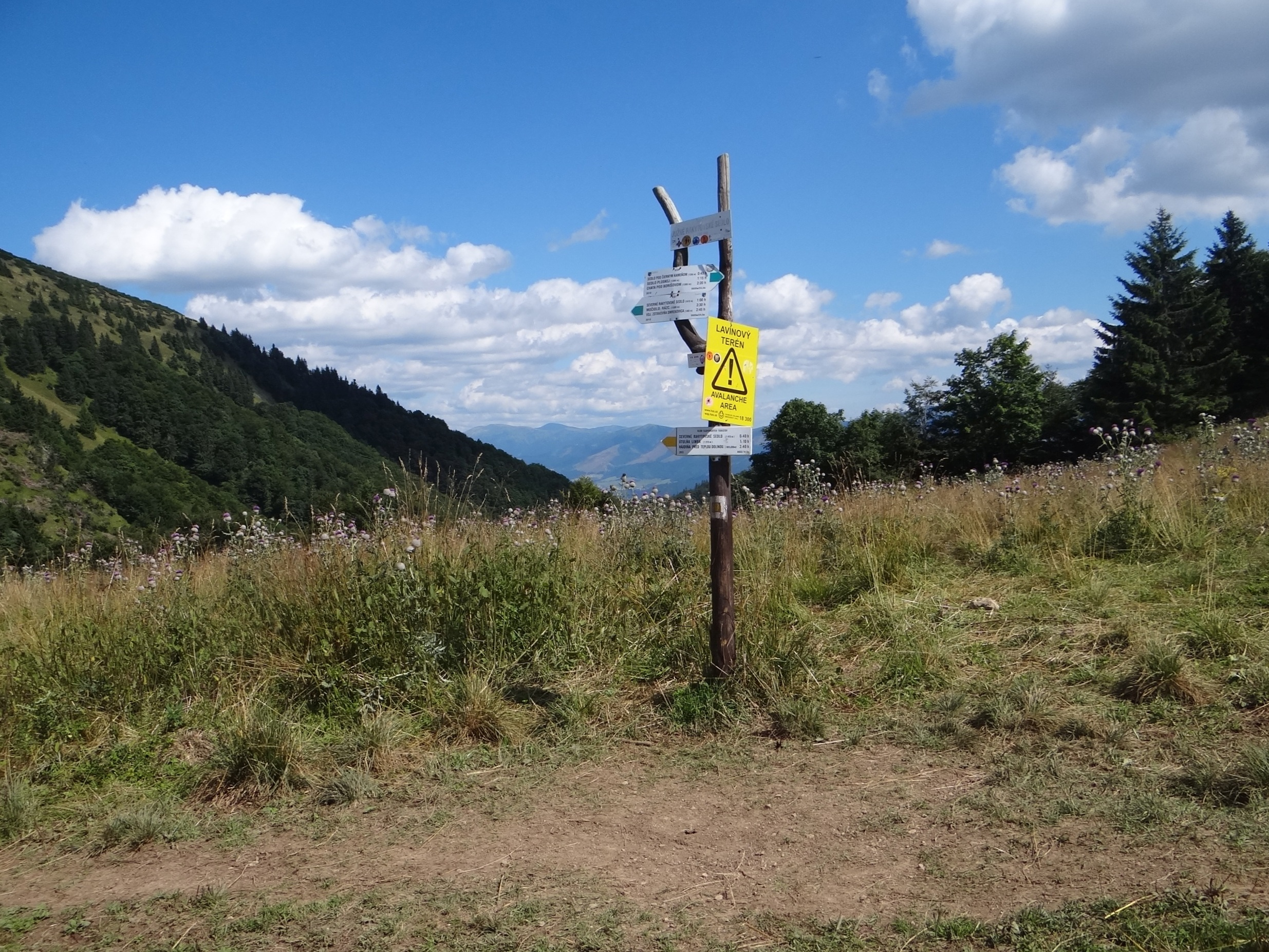
Rejon przełęczy

Južné Rakytovské sedlo  (ok. 1405 m) – szeroka, trawiasta przełęcz w Wielkiej Fatrze na Słowacji. Oddziela szczyt Rakytov (1567 m) na wschodzie od Minčola (1398 m) na zachodzie. Południowo-wschodnie stoki opadają do doliny Veľká Rakytová, północno-zachodnie do Lubochniańskiej Doliny (Ľubochnianska dolina).
Przełęcz stanowi węzeł znakowanych szlaków turystycznych. Krzyżuje się na niej zielony szlak biegnący głównym grzbietem Wielkiej Fatry z żółtym okrążającym od północy i zachodu szczyt Rakytov. Szlak ten po wschodniej stronie Rakytova znów łączy się ze szlakiem zielonym. Umożliwia on okrążenie Rakytova bez wspinania się na szczyt (np. przy złej pogodzie).

## Szlaki turystyczne
Rużomberk – Krkavá skala – Pod Sidorovom – Sedlo pod Vtáčnikom – Vtáčnik – Vyšné Šiprúnske sedlo – Nižné Šiprúnske sedlo – Malá Smrekovica – Močidlo, hotel Smrekovica – Skalná Alpa – Tanečnica – Severné Rakytovské sedlo – Rakytov – Južné Rakytovské sedlo – Minčol – Sedlo pod Čiernym kameňom – Sedlo Ploskej – Chata pod Borišovom.
  odcinek: Močidlo, rázcestie – Skalná Alpa – Tanečnica – Severné Rakytovské sedlo.  Czas przejścia: 1.15 h, ↓ 1.30 h
  odcinek: Severné Rakytovské sedlo – Rakytov – Južné Rakytovské sedlo– Minčol – Sedlo pod Čiernym kameňom. Czas przejścia: 1.30 h, ↓ 1.40 h
  Severné Rakytovské sedlo – Južné Rakytovské sedlo. Czas przejścia: 0.30 h, ↓ 0.30 h